# Pari (Toscane)
Pari est une frazione de la commune de Civitella Paganico, province de Grosseto, en Toscane, Italie. Au moment du recensement de 2011 sa population était de 177 habitants.

## Histoire
Le centre de Pari se dresse au sommet d'une colline, où ont été découvertes des découvertes d'un village datant du Paléolithique supérieur et également fréquenté à l'époque étrusque et romaine.
Le centre actuel est d'origine médiévale, du temps des Ardengheschi (it), qui passa sous la domination de Sienne au XIIIe siècle. Au milieu du XVIe siècle la ville passa au Grand-Duché de Toscane.

## Monuments
- Église San Biagio, d'origine médiévale, reconstruite en 1460 à la demande du pape Pie II et rénovée en 1850
- Oratoire de Santa Croce : il conserve une peinture du XVe siècle
- Puits en brique et travertin de la seconde moitié du XVIIIe siècle
- Murailles de Pari, fortifications médiévales du XIIe siècle.
- Château de Casenovole

## Galerie

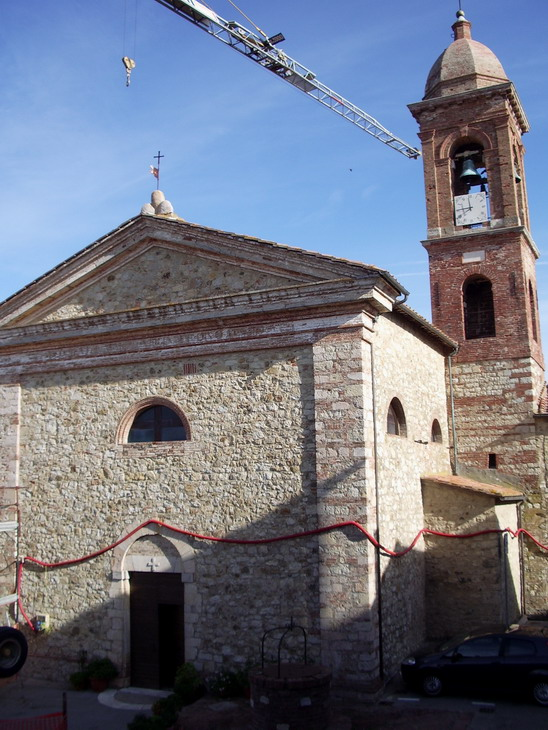
Eglise San Biagio
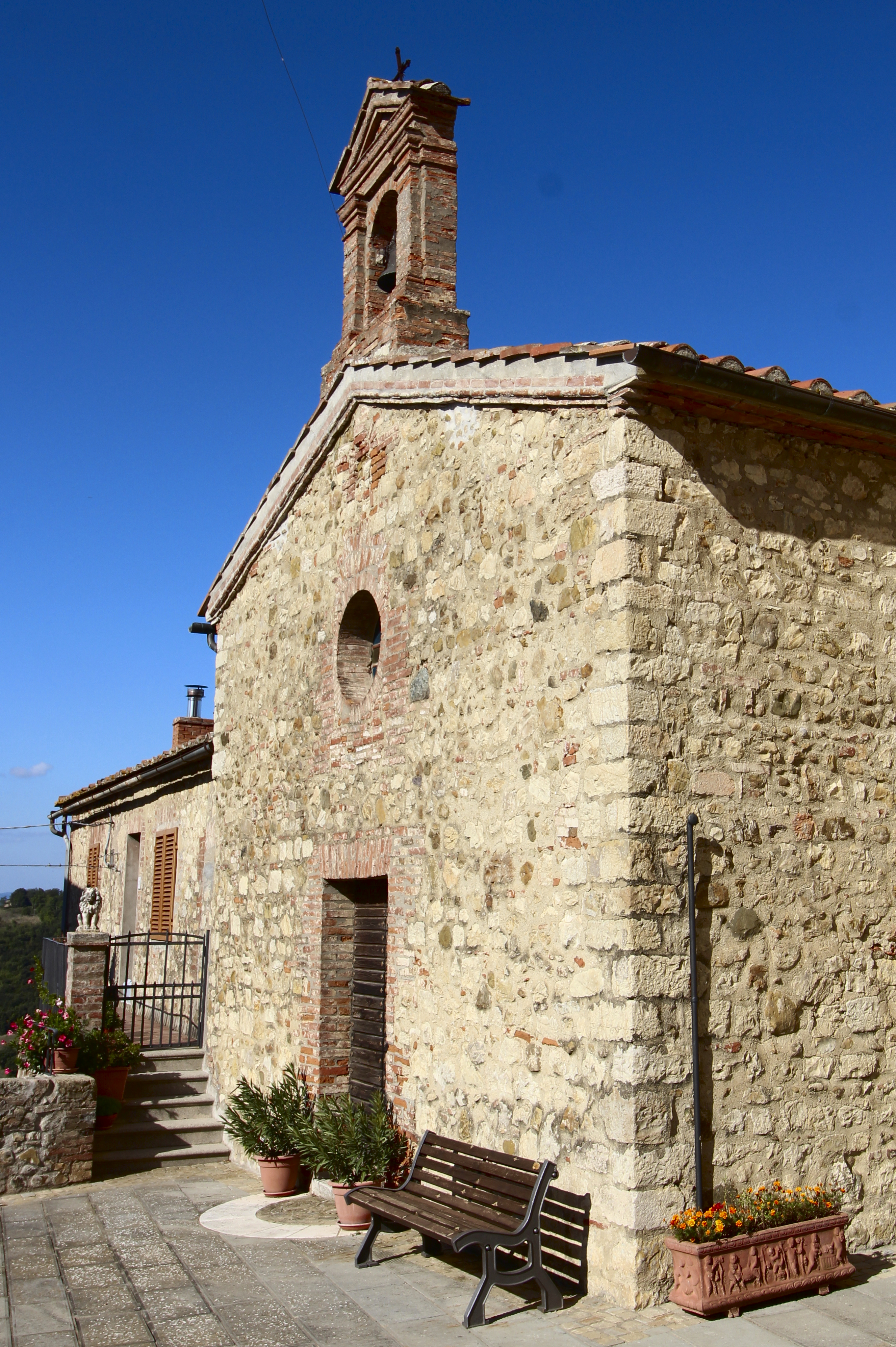
Oratoire Santa Croce
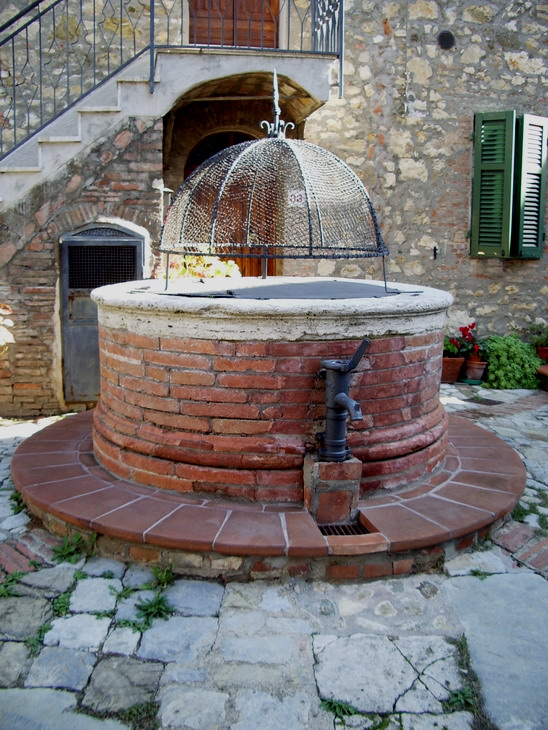
Le puits